# Volontaires (metropolitana di Parigi)
Volontaires è una stazione della linea 12 della metropolitana di Parigi.

## La stazione
La stazione, situata all'angolo della rue de Vaugirard con la rue des Volontaires è stata aperta nel 1910. Essa è provvista di un solo ingresso sito in rue de Vaugirard e di una sola uscita posta in rue des Volontaires.

### Origine del nome
Nel 1822, gli abitanti dei sobborghi di Parigi aprirono un vicolo cieco sbucando in rue de Vaugirard, da cui la via assunse il nome di ruelle Volontaire. La "s" venne aggiunta in seguito per rendero omaggio ai soldati dell'anno II della Rivoluzione francese.

## Interscambi
- Bus RATP - 39, 70, 89
- Noctilien - N13, N62